# 幸せの答え合わせ
『幸せの答え合わせ』（しあわせのこたえあわせ、Hope Gap）は2019年のイギリスのドラマ映画。監督はウィリアム・ニコルソン、出演はアネット・ベニングとビル・ナイなど。1999年に初演されたニコルソンの戯曲『The Retreat from Moscow』を原作とし、熟年離婚の危機に直面した老夫婦と両親の不和に思い悩む息子が織り成す悲喜劇を描いている。

## ストーリー
イングランドのイースト・サセックス地方。ジェイミーは両親（グレースとエドワード）の結婚29周年を祝うために帰省していた。グレースが楽しそうにしている一方、エドワードは終始浮かない顔をしていた。実は、エドワードは結婚生活に長らく不満を抱いており、他の女性と結婚するつもりでいたのである。ほどなくして、エドワードはグレースに離婚を切り出したが、当然の如く彼女は激怒し、最早円満な形での離婚は不可能であった。ジェイミーはそんな両親のゴタゴタに巻き込まれる羽目になった。

## キャスト
- グレース: アネット・ベニング
- エドワード: ビル・ナイ
- ジェイミー: ジョシュ・オコナー
- ジェス: アイーシャ・ハート（英語版）
- デヴ: ライアン・マッケン
- 事務弁護士: スティーヴン・ペイシー（英語版）
- ゲイリー: ニコラス・バーンズ（英語版）
- 受付: ローズ・キーガン（英語版）
- 司祭: ニコラス・ブレイン（英語版）
- アンジェラ: サリー・ロジャース（英語版）

## 製作
2017年10月31日、ウィリアム・ニコルソン監督の新作映画にアネット・ベニングとビル・ナイが出演することになったと報じられた。
本作の主要撮影は2018年7月10日に始まり、同年8月15日に終了した。
2018年12月26日、アレックス・ヘッフェスが本作で使用される楽曲を手掛けるとの報道があった。2020年11月6日、本作のサウンドトラックが発売された。

## 公開・マーケティング
2019年5月、ロードサイド・アトラクションズとスクリーン・メディアが本作の全米配給権を獲得した。9月6日、本作は第44回トロント国際映画祭でプレミア上映された。2020年1月16日、本作のオフィシャル・トレイラーが公開された。

## 評価
本作に対する批評家からの評価は平凡なものに留まっている。映画批評集積サイトのRotten Tomatoesには29件のレビューがあり、批評家支持率は55%、平均点は10点満点で6.44点となっている。サイト側による批評家の見解の要約は「アネット・ベニングとビル・ナイの演技は映画館で鑑賞するに値するものだが、『幸せの答え合わせ』には観客の心に響くほどの深みはない。」となっている。また、Metacriticには16件のレビューがあり、加重平均値は58/100となっている。